# Jürgen Bücking
Jürgen Bücking (* 8. Februar 1940 in Essen; † 17. März 1975 in Tübingen) war ein deutscher Historiker und Hochschullehrer.

## Werdegang
Bücking promovierte am 15. Juli 1968 an der Eberhard Karls Universität Tübingen mit einer Arbeit über die Schrift „Grewel der Verwüstung menschlichen Geschlechts“ des Hippolyt Guarinoni. Bereits 1970 folgte in Tübingen seine Habilitation mit einer Arbeit zu Frühabsolutismus und Kirchenreform in Tirol, die zwei Jahre später im Steiner Verlag erschien. Er forschte im Anschluss zu Michael Gaismair, wobei die Schrift posthum erschien. Bücking arbeitete als Dozent für mittlere und neuere Geschichte an der Eberhard Karls Universität Tübingen, wo er im Alter von 35 Jahren am 17. März 1975 verstarb.
Bücking gehörte als ständiger Mitarbeiter zur Redaktion des Archivs für Reformationsgeschichte des Vereins für Reformationsgeschichte und der American Society for Reformation Research.

## Nachlass
Sein Nachlass befindet sich seit 1979 im Universitätsarchiv Tübingen unter der Bestandssignatur UAT 262.

## Schriften
- Kultur und Gesellschaft in Tirol um 1600. Des Hippolytus Guarinonius' „Grewel der Verwüstung menschlichen Geschlechts“ (1610) als kulturgeschichtliche Quelle des frühen 17. Jahrhunderts. Tübingen 1968; Hamburg: Matthiesen 1968 (= Historische Studien 401).
- Johann Rasser (ca. 1535 bis 1594) und die Gegenreformation im Oberelsass. Münster: Aschendorff 1970 (= Reformationsgeschichtliche Studien und Texte 101).
- Frühabsolutismus und Kirchenreform in Tirol (1565–1665). Ein Beitrag zum Ringen zwischen Staat und Kirche in der frühen Neuzeit. Wiesbaden: Steiner 1972 (= Veröffentlichungen des Instituts für Europäische Geschichte Mainz, Abt. Abendländische Religionsgeschichte 66).
- Michael Gaismair. Reformer, Sozialrebell, Revolutionär. Seine Rolle im Tiroler „Bauernkrieg“ (1525/32). Stuttgart: Klett-Cotta 1978 (= Spätmittelalter und frühe Neuzeit 5).